# Lac Massawippi
Der Lac Massawippi ist ein See im Süden der kanadischen Provinz Québec in der MRC Memphrémagog.

## Lage
Der Lac Massawippi befindet sich in der Verwaltungsregion Estrie. Der 14,2 km lange und 1,9 km breite See liegt etwa 20 km südlich von Sherbrooke sowie 20 km nördlich der Staatsgrenze zu den USA. Am südlichen Seeende befindet sich der Ort Ayer’s Cliff, am nördlichen Seeende North Hatley. Weitere Gemeinden, die an den See grenzen, sind Sainte-Catherine-de-Hatley, Ayer’s Cliff, Hatley und Hatley-Partie-Ouest. Ein wichtiger Zufluss ist der in das südliche Seeende mündende Rivière Tomifobia. Der Rivière Massawippi entwässert den See am Nordende zum Rivière Saint-François. Das Einzugsgebiet des Sees umfasst 586 km². Der mittlere Abfluss des Rivière Massawippi am Ausfluss aus dem See beträgt 10 m³/s.
Der Lac Massawippi und seine Umgebung bilden ein Erholungsgebiet.